# Home de Saldanha
L'home de Saldanha, dit igualment crani de Saldanha o crani d'Elandsfontein, és un fòssil d'Homo arcaic. És un dels espècimens clau d'Homo heidelbergensis. Malgrat que no ha estat datat de manera directa, es calcula que deu tenir uns 500.000 anys. El material, que inclou un fragment de maxil·lar inferior, fou descobert en una superfície exposada situada entre dunes mòbils a la granja d'Elandsfontein, prop de Hopefield (Sud-àfrica). Estava associat a tot un seguit de vertebrats fòssils. En un primer moment, fou descrit com a Homo saldanensis. Singer (1954) en destacà la semblança amb Kabwe 1, de Broken Hill (Zàmbia), i LH 18, de Laetoli (Tanzània). Des d'aleshores, els científics l'han equiparat amb Kabwe 1 i, per tant, a H. heidelbergensis.